# Nzega Mjini Mashariki
Nzega Mjini Mashariki, auch Nzega Mjini, ist ein städtischer Verwaltungsbezirk (englisch Ward) des Distrikts Nzega (TC) in der tansanischen Region Tabora.

## Geografie
Nzega Mjini Mashariki ist ein Bezirk im westlichen zentralen Hochland von Tansania. Er umfasst den östlichen Teil der Distrikthauptstadt Nzega. Bei der Volkszählung 2022 lebten 44.937 Menschen in 11.724 Haushalten auf einer Fläche von 22 Quadratkilometern.
Der Bezirk grenzt an vier Bezirke des Distrikts Nzega (TC).
|                       | Uchama                                      |           |
| Nzega Mjini Magharibi | Kompassrose, die auf Nachbargemeinden zeigt | Kitangili |
|                       | Itilo                                       |           |

## Gliederung
Der Bezirk besteht aus acht Stadtteilen (swahili Mtaa):
- Kitongo
- Uswilu
- Mwaisela
- Ntinginya
- Musoma
- Nyasa
- Maporomoko
- Uwanja wa Ndege

## Infrastruktur
- Bildung: Im Bezirk liegen zwei weiterführende Schulen.[7] Die Bulunde Secondary School ist eine staatliche Schule, die Tages- und Internatsschüler bis zur 6. Stufe ausbildet.[8] Die Kanuda Secondary School ist eine Privatschule, die Internatsschüler bis zur 4. Stufe ausbildet.[9]
- Gesundheit: Im Stadtteil Mwaisela befindet sich ein privates Gesundheitszentrum,[10] in Nyasa eine private Apotheke.[11]
- Verkehr: Die Grenze im Westen bildet die asphaltierte Nationalstraße T8, die Tabora im Süden mit Shinyanga im Norden verbindet. Durch den Nordosten verläuft die ebenfalls asphaltierte Nationalstraße T3 nach Singida.[12]